# Martin Benjamin
Martin Benjamin (Haarlem, 6 mei 1977) is een Nederlands voormalig professioneel baanwielrenner. Hij was meerdere malen Nederlands kampioen sprint en keirin.
Na zijn wielercarrière ging Benjamin aan de slag bij een Amsterdamse sportschool.

## Belangrijkste overwinningen
1998
- Nederlands kampioen sprint, Elite

1999
- Nederlands kampioen sprint, Elite
- Nederlands kampioen keirin, Elite
- Nederlands kampioen omnium, Elite

2001
- Nederlands kampioen keirin, Elite

Wielerploegen van Martin Benjamin
Benjamin ·
van Bon ·
Bruinsma ·
Cerneus ·
Jeurissen ·
Kemna ·
Lust ·
Nijland ·
Reinerink ·
van Schalen ·
Sidarenko (vanaf 01/04) ·
Talen ·
van Velzen · 
Ypenburg